# Perigrapha brunnea
Perigrapha brunnea là một loài bướm đêm trong họ Noctuidae.